# قائمة ألعاب فيديو ديجيمون
تضُم هذه القائمة ألعاب الفيديو لسلسلة الإنمي والمانغا الشهيرة ديجيمون والمعروفة باللغة العربية بأبطال الديجيتال بمُختَلف إصداراتها وأجزائها. تم تطوير مُعظم ألعاب الديجيمون من قِبَل شركة نامكو بانداي القابضة (بانداي سابقاً)، مع شركاتٍ أخرى مثل Griptonite وشركة Dimps، أُصدرت هذه الألعاب بأنظمة مُختلفة مثل بلاي ستيشن ونينتندو 3دي إس والإكس بوكس إضافةً إلى أن هُناك أنظمة أخرى مثل أنظمة الهواتف الذكية والخلوية وغيرها.

## سلسلة الألعاب
| العنوان                                                                                                  | التفاصيل                                                                                                |
| --- | --- |
| Digital Monster Ver. S: Digimon Tamers تاريخ الإصدار الأصلي: 23 سبتمبر 1998                              | سنوات الإصدار وفقاً للمشغل: 1998 – سيجا ساترن                                                            |
| Digital Monster Ver. S: Digimon Tamers تاريخ الإصدار الأصلي: 23 سبتمبر 1998                              | ملاحظات: طوّرت بواسطة بانداي.                                                                            |
| ديجيمون وورلد تاريخ الإصدار الأصلي: 28 يناير 1998                                                        | سنوات الإصدار وفقاً للمشغل: 1999 – بلاي ستيشن                                                            |
| ديجيمون وورلد تاريخ الإصدار الأصلي: 28 يناير 1998                                                        | ملاحظات: طوّرت بواسطة بانداي.                                                                            |
| Digital Monster Ver. WonderSwan! تاريخ الإصدار الأصلي: 25 مارس 1999                                      | سنوات الإصدار وفقاً للمشغل: 1999 – وندرسوان                                                              |
| Digital Monster Ver. WonderSwan! تاريخ الإصدار الأصلي: 25 مارس 1999                                      | ملاحظات: طوّرت بواسطة بانداي.                                                                            |
| Digimon Adventure: Anode Tamer تاريخ الإصدار الأصلي: 15 ديسمبر 1999                                      | سنوات الإصدار وفقاً للمشغل: 1999 – وندرسوان                                                              |
| Digimon Adventure: Anode Tamer تاريخ الإصدار الأصلي: 15 ديسمبر 1999                                      | ملاحظات: طوّرت بواسطة بانداي وسيمس كو ليميتد.                                                            |
| Digimon Adventure: Cathode Tamer تاريخ الإصدار الأصلي: 20 يناير 2000                                     | سنوات الإصدار وفقاً للمشغل: 2000 – وندرسوان                                                              |
| Digimon Adventure: Cathode Tamer تاريخ الإصدار الأصلي: 20 يناير 2000                                     | ملاحظات: طوّرت بواسطة بانداي وسيمس كو ليميتد.                                                            |
| Pocket Digimon World تاريخ الإصدار الأصلي: 29 يونيو 2000                                                 | سنوات الإصدار وفقاً للمشغل: 2000 – بلاي ستيشن                                                            |
| Pocket Digimon World تاريخ الإصدار الأصلي: 29 يونيو 2000                                                 | ملاحظات: - طُورت بواسطة بانداي. - بيعت 62,746 نسخة في يوليو 2000 في اليابان.                             |
| ديجيمون وورلد 2 تاريخ الإصدار الأصلي: 27 يوليو 2000                                                      | سنوات الإصدار وفقاً للمشغل: 2000 – بلاي ستيشن                                                            |
| ديجيمون وورلد 2 تاريخ الإصدار الأصلي: 27 يوليو 2000                                                      | ملاحظات: - طُورت بواسطة بانداي. - بيعت 126,444 نسخة في سبتمبر في 2000.                                   |
| Digimon Adventure 02: Tag Tamers تاريخ الإصدار الأصلي: 3 أغسطس 2000                                      | سنوات الإصدار وفقاً للمشغل: 2000 – وندرسوان                                                              |
| Digimon Adventure 02: Tag Tamers تاريخ الإصدار الأصلي: 3 أغسطس 2000                                      | ملاحظات: - طٌورت بواسطة بانداي. - بيعت 34,142 نسخة في أول ثلاثة أسابيع من بداية إصدارها.                 |
| Pocket Digimon World: Wind Battle Disc تاريخ الإصدار الأصلي: 26 أكتوبر 2000                              | سنوات الإصدار وفقاً للمشغل: 2001 – بلاي ستيشن                                                            |
| Pocket Digimon World: Wind Battle Disc تاريخ الإصدار الأصلي: 26 أكتوبر 2000                              | |
| Digimon Adventure 02: D1 Tamers تاريخ الإصدار الأصلي: 9 ديسمبر 2000                                      | سنوات الإصدار وفقاً للمشغل: 2000 – وندرسوان كلر                                                          |
| Digimon Adventure 02: D1 Tamers تاريخ الإصدار الأصلي: 9 ديسمبر 2000                                      | |
| Pocket Digimon World: Cool & Nature Battle Disc تاريخ الإصدار الأصلي: 22 فبراير 2001                     | سنوات الإصدار وفقاً للمشغل: 2001 – بلاي ستيشن                                                            |
| Pocket Digimon World: Cool & Nature Battle Disc تاريخ الإصدار الأصلي: 22 فبراير 2001                     | ملاحظات:                                                                                                |
| Digimon Tamers: Pocket Culumon تاريخ الإصدار الأصلي: 17 مايو 2001                                        | سنوات الإصدار وفقاً للمشغل: 2001 – بلاي ستيشن                                                            |
| Digimon Tamers: Pocket Culumon تاريخ الإصدار الأصلي: 17 مايو 2001                                        | |
| Digimon Tamers: Digimon Medley تاريخ الإصدار الأصلي: 12 يوليو 2001                                       | سنوات الإصدار وفقاً للمشغل: 2001 – وندر سوان كلر                                                         |
| Digimon Tamers: Digimon Medley تاريخ الإصدار الأصلي: 12 يوليو 2001                                       | |
| Digimon Adventure: Anode/Cathode Tamer تاريخ الإصدار الأصلي: 18 سبتمبر 2001                              | سنوات الإصدار وفقاً للمشغل: 2001 – وندرسوان كلر                                                          |
| Digimon Adventure: Anode/Cathode Tamer تاريخ الإصدار الأصلي: 18 سبتمبر 2001                              | |
| ديجيمون باتل سبريت تاريخ الإصدار الأصلي: 6 أكتوبر 2001                                                   | سنوات الإصدار وفقاً للمشغل: 2001 – وندرسوان كلر                                                          |
| ديجيمون باتل سبريت تاريخ الإصدار الأصلي: 6 أكتوبر 2001                                                   | ملاحظات: - طُورت بواسطة ديمبس.                                                                           |
| ديجيمون رامبل أرينا تاريخ الإصدار الأصلي: 6 ديسمبر 2001                                                  | سنوات الإصدار وفقاً للمشغل: 2001 – بلاي ستيشن                                                            |
| ديجيمون رامبل أرينا تاريخ الإصدار الأصلي: 6 ديسمبر 2001                                                  | ملاحظات: - طُورت بواسطة بانداي.                                                                          |
| Digimon Tamers: Brave Tamers تاريخ الإصدار الأصلي: 29 ديسمبر 2001                                        | سنوات الإصدار وفقاً للمشغل: 2001 – وندرسوان كلر                                                          |
| Digimon Tamers: Brave Tamers تاريخ الإصدار الأصلي: 29 ديسمبر 2001                                        | |
| Digimon Tamers: Battle Spirit Ver. 1.5 تاريخ الإصدار الأصلي: 27 إبريل 2002                               | سنوات الإصدار وفقاً للمشغل: 2002 – وندرسوان كلر                                                          |
| Digimon Tamers: Battle Spirit Ver. 1.5 تاريخ الإصدار الأصلي: 27 إبريل 2002                               | |
| ديجيمون وورلد 3 تاريخ الإصدار الأصلي: 5 يونيو 2002                                                       | سنوات الإصدار وفقاً للمشغل: 2002 – بلاي ستيشن                                                            |
| ديجيمون وورلد 3 تاريخ الإصدار الأصلي: 5 يونيو 2002                                                       | |
| Digimon Battle Spirit 2 تاريخ الإصدار الأصلي: 7 ديسمبر 2002                                              | سنوات الإصدار وفقاً للمشغل: 2002 – وندرسوان كلر                                                          |
| Digimon Battle Spirit 2 تاريخ الإصدار الأصلي: 7 ديسمبر 2002                                              | |
| Digimon Rumble Arena 2 تاريخ الإصدار الأصلي: 29 يوليو 2004                                               | سنوات الإصدار وفقاً للمشغل: 2004 – نينتندو جيم كيوب، بلاي ستيشن 2، إكس بوكس                              |
| Digimon Rumble Arena 2 تاريخ الإصدار الأصلي: 29 يوليو 2004                                               | |
| ديجيمون وورلد 4 تاريخ الإصدار الأصلي: 6 يناير 2005                                                       | سنوات الإصدار وفقاً للمشغل: 2005 – نينتندو جيم كيوب، بلاي ستيشن 2، إكس بوكس                              |
| ديجيمون وورلد 4 تاريخ الإصدار الأصلي: 6 يناير 2005                                                       | |
| Digimon World DS تاريخ الإصدار الأصلي: 15 يونيو 2006                                                     | سنوات الإصدار وفقاً للمشغل: 2006 – نينتندو دي إس                                                         |
| Digimon World DS تاريخ الإصدار الأصلي: 15 يونيو 2006                                                     | |
| Digimon World Data Squad تاريخ الإصدار الأصلي: 30 نوفمبر 2006                                            | سنوات الإصدار وفقاً للمشغل: 2006 – بلاي ستيشن 2                                                          |
| Digimon World Data Squad تاريخ الإصدار الأصلي: 30 نوفمبر 2006                                            | |
| Digimon World Dawn Digimon World Dusk تاريخ الإصدار الأصلي: 29 مارس 2007                                 | سنوات الإصدار وفقاً للمشغل: 2007 – نينتندو دي إس                                                         |
| Digimon World Dawn Digimon World Dusk تاريخ الإصدار الأصلي: 29 مارس 2007                                 | |
| Digimon World Championship تاريخ الإصدار الأصلي: 14 فبراير 2008                                          | سنوات الإصدار وفقاً للمشغل: 2008 – نينتندو دي إس                                                         |
| Digimon World Championship تاريخ الإصدار الأصلي: 14 فبراير 2008                                          | |
| Digimon Story Lost Evolution تاريخ الإصدار الأصلي: 1 يوليو 2010                                          | سنوات الإصدار وفقاً للمشغل: 2010 – نينتندو دي إس                                                         |
| Digimon Story Lost Evolution تاريخ الإصدار الأصلي: 1 يوليو 2010                                          | ملاحظات: - طُورت بواسطة نامكو بانداي القابضة. - بيعت 36,105 نسخة في أول نسخة.                            |
| Digimon Story: Super Xros Wars Red Digimon Story: Super Xros Wars Blue تاريخ الإصدار الأصلي: 3 مارس 2011 | سنوات الإصدار وفقاً للمشغل: 2011 – نينتندو دي إس                                                         |
| Digimon Story: Super Xros Wars Red Digimon Story: Super Xros Wars Blue تاريخ الإصدار الأصلي: 3 مارس 2011 | |
| ديجيمون وورلد ديجيتايز تاريخ الإصدار الأصلي: 19 يوليو 2012                                               | سنوات الإصدار وفقاً للمشغل: 2012 – بلاي ستيشن بورتبل                                                     |
| ديجيمون وورلد ديجيتايز تاريخ الإصدار الأصلي: 19 يوليو 2012                                               | ملاحظات: طُورت بواسطة نامكو بانداي القابضة وتراي كريسيندو.                                               |
| ديجيمون أدفنتشر تاريخ الإصدار الأصلي: 17 يناير 2013                                                      | سنوات الإصدار وفقاً للمشغل: 2013 – بلاي ستيشن بورتبل                                                     |
| ديجيمون أدفنتشر تاريخ الإصدار الأصلي: 17 يناير 2013                                                      | ملاحظات: - طُورت بواسطة بروب ونُشرت بواسطة نامكو بانداي القابضة. - تُلعب المراحل بحسب حلقات القصة الأصلية. |
| Digimon World Re:Digitize Decode تاريخ الإصدار الأصلي: 17 يونيو 2013                                     | سنوات الإصدار وفقاً للمشغل: 2013 – نينتندو 3دي إس                                                        |
| Digimon World Re:Digitize Decode تاريخ الإصدار الأصلي: 17 يونيو 2013                                     | |
| Digimon All-Star Rumble تاريخ الإصدار الأصلي: 11 نوفمبر 2014                                             | سنوات الإصدار وفقاً للمشغل: 2013 – بلاي ستيشن 3، إكس بوكس 360                                            |
| Digimon All-Star Rumble تاريخ الإصدار الأصلي: 11 نوفمبر 2014                                             | |
| Digimon Story: Cyber Sleuth تاريخ الإصدار الأصلي: 12 مارس 2015                                           | سنوات الإصدار وفقاً للمشغل: 2015 – بلاي ستيشن فيتا 2016 – بلاي ستيشن 4                                   |
| Digimon Story: Cyber Sleuth تاريخ الإصدار الأصلي: 12 مارس 2015                                           | |
| ديجيمون وورلد: نيكست أوردر تاريخ الإصدار الأصلي: 17 مارس 2016                                            | سنوات الإصدار وفقاً للمشغل: 2016 – بلاي ستيشن فيتا                                                       |
| ديجيمون وورلد: نيكست أوردر تاريخ الإصدار الأصلي: 17 مارس 2016                                            | |